# Grace Moema
Grace Moema, nome artístico de Thereza Graça Fernandes (Lisboa, 04 de julho de 1907 - Rio de Janeiro, 27 de agosto de 1983) foi uma importante atriz luso-brasileira, destacando-se por suas atuações nos filmes brasileiros a partir da década de 1940.

## Biografia
Grace Moema, nome artístico de Thereza Graça Fernandes nasceu na cidade de Lisboa, em 04 de julho de 1907. Seus pais José Graça Fernandes e Maria Graça, também artistas, mudaram-se para o Brasil em 1911.  
Sua carreira tem início ainda no final da década de 1920, a partir daí passou a integrar a Companhia de Comédias Jaime Costa, pela qual trabalharia até 1948. Também fora funcionária do antigo Serviço Nacional de Teatro, órgão pelo qual se aposentara.  
A convite de Humberto Mauro, participa em 1939 de Um Apólogo, marcando sua estreia em cinema.  Participara de vários filmes, tendo sido dirigido por importantes cineastas como Moacyr Fenelon, Watson Macedo, José Carlos Burle, Victor Lima e Eurides Ramos. 
Faleceu na cidade do Rio de Janeiro, em 27 de agosto de 1983.

## Filmografia
| Ano  | Título                           | Personagem    |
| ---- | -------------------------------- | ------------- |
| 1939 | Um Apólogo                       | Empregada     |
| 1944 | É Proibido Sonhar                | —             |
| 1944 | Tristezas Não Pagam Dívidas      | —             |
| 1945 | O Gol da Vitória                 | —             |
| 1945 | Não Adianta Chorar               | —             |
| 1945 | Vidas Solidárias                 | —             |
| 1946 | Segura Esta Mulher               | —             |
| 1948 | O Homem Que Chutou a Consciência | —             |
| 1958 | Chico Fumaça                     | Marcelina     |
| 1958 | O Barbeiro que se Vira           | Maricota      |
| 1959 | Cala a Boca, Etelvina            | Ernestina     |
| 1959 | Titio Não É Sopa                 | Emengarda     |
| 1960 | Eu Sou o Tal                     | —             |
| 1961 | Com Minha Sogra em Paquetá       | Sr.ª Leonardo |

## No Teatro[5]
- 1928 - A Mulher
- 1930/1931 - Berenice
- 1931 - Papoulas Rubras
- 1932 - Andaime
- 1934 - Cala a Boca, Etelvina
- 1934 - Canto Sem Palavras
- 1934 - Ri... de Palhaço
- 1934 - Sexo
- 1935 - Divino Perfume
- 1935 - Histórias de Carlitos
- 1935 - O Grande Banqueiro
- 1936 - O Home da Cabeça de Ouro
- 1937 - Anna Christie
- 1937 - Assim... Não É Pecado
- 1937 - O Gosto da Vida
- 1937 - O Hóspede do Quarto Nº 2
- 1937 - Uma Loura Oxigenada
- 1938 - As Solteironas dos Chapéus Verdes
- 1938 - O Homem Que Nasceu Duas Vezes
- 1938 - Simplício Pacato
- 1938 - Tinoco
- 1939 - A Flor da Família
- 1939 - Carlota Joaquina
- 1939 - Fora da Vida
- 1940 - Crepúsculo
- 1941 - A Cigana Me Enganou
- 1941 - A Flor da Família
- 1941 - A Pensão de Dona Estela
- 1941 - Carlota Joaquina
- 1941 - Crepúsculo
- 1941 - Maridos de Segunda Mão
- 1941 - Médico à Força
- 1941 - Mulher Infernal
- 1941 - Nossa Gente É Assim
- 1941 - O Chalaça
- 1941 - O Hóspede de Quarto Número 02
- 1941 - O Morro Começa Ali
- 1941 - Pensão de D. Estela
- 1941 - Sansão
- 1941 - Se a Sociedade Soubesse
- 1942 - A Família Lero-Lero
- 1942 - A Mulher do Próximo
- 1942 - Emboscada Nazista
- 1943 - A Família Lero-Lero
- 1943 - Emboscada Nazista
- 1944 - Acontece Que Eu Sou Baiano
- 1944 -  As Filhas de Candinha
- 1944 - O Maluco da Avenida
- 1944 - Os Homens Já Foram Anjos
- 1944 - Segredo de Família
- 1944 - Vila Rica
- 1945 - Grande Marido
- 1945 - O Costa do Castelo
- 1945 - O Meu Nome É Doutor
- 1945 - Patrocínio
- 1946 - O 13º Mandamento
- 1946 - Onde Está Minha Família?
- 1946 - Os Maridos Atacam de Madrugada
- 1946 - Venha a Nós...
- 1956 - Memórias de um Sargento de Milícias
- 1956/1957 - O Dilema do Médico
- 1957 - A Bela Madame Vargas
- 1957 - Guerras do Alecrim e da Manjerona
- 1957 - Mulheres / Poeira de Estrelas 1957
- 1958 - Antes da Missa (Assistência de direção)
- 1958 - Peguei Um Ita no Norte
- 1958/1959 - A Jóia (Assistência de Direção)
- 1959 - O Mambembe
- 1960 - Alegoria Carioca
- 1960 - Cristo Proclamado
- 1961 - Casar ou Experimentar
- 1961 - Nem Tudo Está Perdido
- 1961 - O Dono da Casa
- 1964 - A Guerra Mais ou Menos Santa
- 1964 - A Torre em Concurso
- 1964 - Mister Sexo ou a Ilha de Circe
- 1964 - O Hóspede Inesperado
- 1965 - A Guerra Mais ou Menos Santa
- 1965 - O Berço do Herói (censurada)
- 1965 - O Pagador de Promessas
- 1966/1967 - Rasto Atrás
- 1967 - Nicolette Contra 009